# کریستین میباخ
کریستین میباخ (انگلیسی: Christiane Maybach؛ ۱۴ مارس ۱۹۳۲ – ۱۲ آوریل ۲۰۰۶) هنرپیشه اهل آلمان بود.
از فیلم‌ها یا برنامه‌های تلویزیونی که وی در آنها نقش داشته‌است می‌توان به دلار اشاره کرد.